# Gustaf de Maré (jurist)
Gustaf Georg Hakon Adolf de Maré, född den 8 augusti 1859 i Halmstad, död den 21 mars 1916 i Lund, var en svensk jurist. Han tillhörde den äldre grenen av släkten de Maré.
de Maré blev student vid Lunds universitet 1878 och avlade examen till rättegångsverken 1883. Han blev vice häradshövding 1886, fiskal i Göta hovrätt 1890, assessor där 1893, konstituerad revisionssekreterare 1896 och ordinarie revisionssekreterare 1897. de Maré var häradshövding i Torna och Bara domsaga från 1900 till sin död. Han blev riddare av Nordstjärneorden 1898.